# 20 Piscis Austrini
20 Piscis Austrini är en misstänkt variabel i Södra fiskens stjärnbild.
Stjärnan varierar mellan fotografisk magnitud +6,56 och 6,61 utan någon fastställd periodicitet. 20 Piscis Austrini befinner sig på ett avstånd av ungefär 285 ljusår.